# Barre (condado de Worcester)
Barre es un lugar designado por el censo ubicado en el condado de Worcester en el estado estadounidense de Massachusetts. En el Censo de 2010 tenía una población de 1.009 habitantes y una densidad poblacional de 246,26 personas por km².

## Geografía
Barre se encuentra ubicado en las coordenadas 42°25′23″N 72°6′23″O / 42.42306, -72.10639. Según la Oficina del Censo de los Estados Unidos, Barre tiene una superficie total de 4.1 km², de la cual 4.1 km² corresponden a tierra firme y (0%) 0 km² es agua.

## Demografía
Según el censo de 2010, había 1.009 personas residiendo en Barre. La densidad de población era de 246,26 hab./km². De los 1.009 habitantes, Barre estaba compuesto por el 97.52 % blancos, el 0.59 % eran afroamericanos, el 0.4 % eran amerindios, el 0.3 % eran asiáticos, el 0 % eran isleños del Pacífico, el 0.3 % eran de otras razas y el 0.89 % pertenecían a dos o más razas. Del total de la población el 0.99 % eran hispanos o latinos de cualquier raza.